# Einhäusiges Braunhornmoos
Das Einhäusige Braunhornmoos (Phaeoceros carolinianus) ist eine Art der Hornmoose aus der Familie Notothyladaceae.

## Beschreibung
Diese Hornmoosart bildet undurchsichtige dunkelgrüne, rosettenförmige, 0,5 bis 3 Zentimeter große Thalli, die keine Schleimhöhlen besitzen und die in breite Lappen geteilt sind. Diese Thalluslappen sind flach oder breit rinnig und auf der Oberseite nahezu glatt.
Die Antheridien werden in Höhlungen an der Thallusoberseite gebildet, gewöhnlich zwei bis vier pro Kammer. Sie sind vergleichsweise groß, 100 bis 200 Mikrometer breit und kurz gestielt.
Sporophyten sind häufig vorhanden. Sie sind horn- oder schotenförmig und bis 3 Zentimeter lang. Junge Sporophyten sind grün; bei der Reife färben sie sich von der Spitze abwärts gelb bis bräunlich und öffnen sich mit zwei oft spiralig gedrehten Klappen. Die Sporen sind gelb, 30 bis 60 Mikrometer groß und mit feinen Warzen besetzt. Sporenreifezeit ist von Spätsommer bis Herbst.
Die Art ist monözisch (einhäusig).
Ein häufigeres Synonym für die Art ist Phaeoceros laevis subsp. carolinianus  (Michx.) Prosk.

## Standortansprüche
Das Moos wächst an lichtreichen bis halbschattigen, feuchten bis frischen oder auch quelligen oder zeitweise überschwemmten, lehmigen oder tonigen, kalkarmen, aber basenreichen Standorten auf Äckern, besonders auf abgeernteten und brachliegenden, in lückigen Wiesen, auf feuchten Wegen, an Böschungen oder anderen ähnlichen Stellen.

## Verbreitung
Die Art kommt weltweit auf allen Erdteilen vor, ist aber vorwiegend in den gemäßigten Klimazonen verbreitet. In Europa liegen die nördlichsten Vorkommen in Island, Südnorwegen, Mittelschweden und Südfinnland, die südlichsten reichen bis zum Mittelmeergebiet. Sie kommt von Tieflagen bis in eine Seehöhe von zirka 800 bis 1000 Metern vor.

## Gefährdung
Das Moos war in früherer Zeit mit extensivem Ackerbau besonders auf Getreideäckern verbreitet und häufig. Durch moderne landwirtschaftliche Methoden sind die Bestände deutlich zurückgegangen. Besonders das frühzeitige Umpflügen der Äcker nach dem Abernten bewirkt, dass der Entwicklungszyklus des Hornmooses dadurch unterbrochen wird und es zu keiner Sporenreife mehr kommt.
Für Deutschland, Österreich und die Schweiz wird die Art als gefährdet bzw. stark gefährdet eingestuft.